# Fat Princess
 (juin 2017).
Si vous disposez d'ouvrages ou d'articles de référence ou si vous connaissez des sites web de qualité traitant du thème abordé ici, merci de compléter l'article en donnant les références utiles à sa vérifiabilité et en les liant à la section « Notes et références ».
Fat Princess est un jeu vidéo d'action sorti le 30 juillet 2009 sur PlayStation 3 via le service de distribution en ligne, le PlayStation Network.
Le jeu a été développé par Titan Studios et édité par Sony Computer Entertainment.

## Système de jeu
Le but du jeu est de sauver sa princesse ayant été capturée par le camp adverse.
Le jeu comporte plusieurs modes :
- Délivrez la princesse : chaque camp doit essayer de délivrer leur princesse qui est aux mains du camp adverse. Si un camp arrive à ramener sa princesse et de la garder en lieu sûr plus de 30 secondes, le camp remporte cette manche ;
- Braquage façon Lancelot : le but est de voler la princesse ennemie aux mains adverses et de la ramener dans son propre château trois fois ;
- Combat à mort par équipe : chaque camp doit essayer de réduire à néant les soldats du camp adverse. Le premier camp n'ayant plus de soldats a perdu ;
- Invasion : chaque équipe doit s'emparer du plus de territoires possible. À chaque territoire récupéré, le moral du camp adverse diminue. La première équipe ayant le moral à 0 a perdu ;
- Football : chaque équipe doit essayer de marquer des buts dans le filet du camp adverse. Chaque joueur peut aussi utiliser ses armes pour récupérer le ballon ;
- Gladiateur : le joueur choisit une classe de personnage et doit combattre ses ennemis dans une arène.

## Classes de personnages
Il existe différentes classes. Au début d'une partie, le joueur choisit une classe qu'il pourra modifier en pleine partie, s'il le désire. Les différentes classes sont :
- L'ouvrier : Il possède 4 PV, il ramasse des matériaux (bois, métal) pour améliorer ou construire des bâtiments, ponts, échelle ou autres. Il se bat avec une hache ou en lançant des bombes ;
- Le mage : Il possède 4 PV, il peut lancer des sortilèges de feu ou de glace ;
- Le guerrier :Il possède 6 PV, il combat au corps à corps avec une épée et un bouclier ou bien une lance ;
- Le prêtre : Il possède 4 PV, il peut non seulement restaurer la santé des membres de son équipe, mais aussi réduire les points de vie des adversaires ;
- Le garde (ou ranger) : Il possède 5 PV, il peut tirer à l'arc ou utiliser un fusil ;
- Le ninja : Il possède 6 PV, il se bat au corps à corps avec un katana ou bien à distance avec un shuriken, il peut aussi devenir invisible ;
- Le pirate : Il possède 6 PV, il se bat aussi au corps à corps grâce à une épée et à distance avec un pistolet, il peut aussi tirer avec un canon ;
- Le géant : il possède 6 PV, il se bat aussi au corps à corps avec ses poings, il peut aussi dévorer ses adversaires afin de regagner des PV.

## Polémique autour du jeu
En raison du principe du jeu d'engraisser une princesse, certaines femmes n'ont pas apprécié le principe du jeu : « Félicitations pour votre nouveau jeu génial Sony. Je suis ravie de voir ce dévouement inébranlable pour la création d'une nouvelle génération "anti-gros" ».